# Мундус-Эдоков, Мирон Васильевич
Мундус-Эдоков, Мирон Васильевич (2 августа 1879 — 15 июня 1942) — алтайский поэт, писатель, драматург, переводчик.

## Биография
Мирон Мундус-Эдоков родился в селении Улала 2 августа 1879 года в семье скотовода. Он закончил 4-летнюю церковно-приходскую школу, а затем учился в школе П. И. Макушина. Потом окончил учительские курсы в Томске и стал работать учителем в школах Горного Алтая. В 1928 году поступил на юридические курсы и, окончив их, стал работать адвокатом в Усть-Кане. В 1931 году вернулся к педагогической деятельности.
Умер 15 июня 1942 года, похоронен на старом кладбище Горно-Алтайска.

## Творчество
Мундус-Эдоков является автором многих алтайских учебников, как для детей, так и для взрослых («Ойрот школ» (1924), «Таҥ чолмон» (1928) и др.). В этих учебниках также напечатаны его стихотворения. Мундус-Эдоков является основоположником алтайской драматургии: он написал пьесы «Невестка», «Прежде и теперь», «Калым».

## Память
В 2009 году было принято решение об установке бюста М. В. Мундус-Эдокова в Горно-Алтайске.